# 1901–1902-es dán labdarúgó-bajnokság (első osztály)
Az 1901–1902-es Danish Superliga volt a 13. alkalommal megrendezett, legmagasabb szintű labdarúgó-bajnokság Dániában. A szezonban 5 klubcsapat vett részt.
A címvédő a Boldklubben af 1893 volt. A bajnokságot a Frem csapata nyerte meg.

## Tabella
| Hely. | Csapat              | M | Gy | D | V | G+ | G– | Gk  | P  | Továbbjutás vagy kiesés |
| ----- | ------------------- | - | -- | - | - | -- | -- | --- | -- | ----------------------- |
| 1.    | Frem                | 8 | 7  | 0 | 1 | 25 | 14 | +11 | 14 | A szezon bajnoka        |
| 2.    | Boldklubben af 1893 | 8 | 6  | 0 | 2 | 25 | 15 | +10 | 12 |                         |
| 3.    | Kjøbenhavns         | 8 | 4  | 0 | 4 | 15 | 17 | −2  | 8  |                         |
| 4.    | Akademisk           | 8 | 2  | 0 | 6 | 13 | 18 | −5  | 4  |                         |
| 5.    | Østerbros           | 8 | 1  | 0 | 7 | 11 | 25 | −14 | 2  |                         |